# Теорема Дарбу
Теорема Дарбу — утверждение о том, что для любой симплектической структуры, заданной на многообразии {\displaystyle M^{2n}}, у любой точки в {\displaystyle M^{2n}} существует открытая окрестность и локальные координаты {\displaystyle q_{1},...,q_{n},p_{1},...,p_{n}} в ней, в которых симплектическая форма {\displaystyle \omega } принимает канонический вид {\displaystyle \sum _{j}dp_{j}\wedge dq_{j}}.

## Формулировка
Пусть {\displaystyle \omega } — симплектическая структура на {\displaystyle M^{2n}}. Тогда для любой точки {\displaystyle x\in M^{2n}} всегда существует окрестность с такими локальными регулярными координатами {\displaystyle q_{1},...,q_{n},p_{1},...,p_{n}}, в которых форма {\displaystyle \omega } записывается в простейшем каноническом виде, а именно:
{\displaystyle \omega =\sum _{i}dp_{i}\wedge dq_{i}},
то есть в каждой точке этой окрестности матрица {\displaystyle \left(\omega _{ij}\right)} принимает блочный вид
{\displaystyle {\begin{pmatrix}\mathbb {0} &\mathbb {E} \\-\mathbb {E} &\mathbb {0} \end{pmatrix}}},
где {\displaystyle \mathbb {0} } и {\displaystyle \mathbb {E} } — соответственно нулевая и единичная {\displaystyle n\times n}-матрицы. Совокупность {\displaystyle 2\,n} координат {\displaystyle (q,\,p)} называют каноническими координатами, или координатами Дарбу, а наборы из {\displaystyle n} координат {\displaystyle q} и {\displaystyle p} — канонически сопряжёнными друг другу.

## Доказательство
В современном доказательстве теоремы Дарбу используется так называемый трюк Мозера.
Особенно нагляден он на замкнутых симплектических многообразиях. Именно, пусть {\displaystyle \omega _{0},\omega _{1}} — две симплектические формы на многообразии {\displaystyle X}, принадлежащие одному классу когомологий де Рама. Тогда (например, рассматривая их линейные комбинации: конус невырожденных форм выпуклый) их можно связать однопараметрическим семейством симплектических форм {\displaystyle \omega _{t}}, {\displaystyle t\in [0;1]} таких, что класс когомологий их один и тот же. Стало быть, по определению когомологий де Рама, имеем право написать {\displaystyle {\frac {\partial \omega _{t}}{\partial t}}=d\eta _{t}}, где {\displaystyle \eta _{t}} — некоторая 1-форма. Пусть {\displaystyle v_{t}} — векторное поле такое, что {\displaystyle \iota _{v_{t}}\omega _{t}=\eta _{t}} (такое существует в силу невырожденности всех форм {\displaystyle \omega _{t}}).
Скомпонуем эти два семейства, а именно векторных полей и 2-форм, в единое векторное поле {\displaystyle V}, определённое на многообразии с краем {\displaystyle X\times [0;1]} как {\displaystyle V_{(x,t)}={\frac {\partial }{\partial t}}-(v_{t})_{x}}, и единую 2-форму {\displaystyle \Omega }, ограничивающуюся на всякое подмногообразие {\displaystyle X_{t}=X\times \{t\}} как {\displaystyle \omega _{t}} (мы неявно отождествляем {\displaystyle X_{t}} с {\displaystyle X} путём забывания временной координаты, и без того постоянной на {\displaystyle X_{t}}) и зануляющуюся при подстановке в неё векторного поля {\displaystyle {\frac {\partial }{\partial t}}}. Заметим, что форма {\displaystyle \Omega } вообще говоря не замкнута как форма на {\displaystyle X\times [0;1]}: выписывая явную формулу для дифференциала де Рама, легко видеть равенство {\displaystyle \iota _{\frac {\partial }{\partial t}}d\Omega ={\frac {\partial \omega _{t}}{\partial t}}} (им, вкупе с тождественным занулением вдоль подмногообразий {\displaystyle X_{t}}, 3-форма {\displaystyle d\Omega } определяется однозначно).
Итак, применим формулу Картана: {\displaystyle \left(\mathrm {Lie} _{V}\Omega \right)_{t}=\left(d\iota _{V}\Omega +\iota _{V}d\Omega \right)_{t}={\frac {\partial \omega _{t}}{\partial t}}-d\iota _{v_{t}}\omega _{t}=d\eta _{t}-d\eta _{t}=0}. Следовательно, поток векторного поля {\displaystyle V} сохраняет форму {\displaystyle \Omega }. В то же время, его поток переводит подмногообразия {\displaystyle X_{t}} друг в друга. Следовательно, определяемое им отображение Коши {\displaystyle X_{0}\to X_{1}}, сопоставляющее начальной точки интегральной кривой её конечную точку, переводит ограничение формы {\displaystyle \Omega } в ограничение формы {\displaystyle \Omega }, то есть определяет диффеоморфизм {\displaystyle X}, переводящий {\displaystyle \omega _{0}} в {\displaystyle \omega _{1}}.
В частности, когда многообразие {\displaystyle X} двумерно, симплектическая форма есть то же самое, что форма площади, так что соответствующий класс когомологий определяется единственным числом — своим интегралом по фундаментальному циклу, иначе говоря, площадь поверхности. Таким образом, класс симплектоморфизма симплектической поверхности определяется однозначно её родом и площадью. Этот факт был известен, кажется, ещё Пуанкаре.
Доказательство для открытой области (то есть оригинального утверждения теоремы Дарбу) несколько более муторно, хотя и не требует иных существенных идей, и есть в книге.

## Вариации и обобщения
Вариант теоремы Дарбу для лагранжевых подмногообразий принадлежит Вайнштейну. Именно, на тотальном пространстве кокасательного расслоения ко всякому многообразию имеется каноническая симплектическая структура. С другой стороны, если {\displaystyle (X,\omega )} — симплектическое многообразие, и {\displaystyle Y\subset X} — лагранжево подмногообразие (то есть подмногообразие половинной размерности такое, что {\displaystyle \omega |_{Y}\equiv 0}), то имеется изоморфизм касательного и конормального расслоений к {\displaystyle Y}: касательный вектор {\displaystyle v} отправляется в функционал {\displaystyle \iota _{v}\omega }, зануляющийся на {\displaystyle TY} и потому определённый на нормальном пространстве {\displaystyle TX/TY}; в силу невырожденности формы {\displaystyle \omega } так получается всякий функционал на нормальном пространстве. Дуализируя, можно воспринимать это отображение как отображение из кокасательного расслоения в нормальное. Теорема Дарбу — Вайнштейна утверждает, что это отображение может быть проинтегрировано до настоящего отображения {\displaystyle U\to X}, где {\displaystyle U} — некоторая трубчатая окрестность нулевого сечения кокасательного расслоения {\displaystyle T^{*}Y}, притом такого, что на {\displaystyle Y} оно постоянно, а симплектическую форму на {\displaystyle U\subset T^{*}Y} переводит в симплектическую форму на {\displaystyle X}. В частности, графики замкнутых 1-форм будут при таком отображении переходить в лагранжевы подмногообразия в {\displaystyle X}, близкие к {\displaystyle Y}.
Нечётномерный аналог теоремы Дарбу для контактных многообразий приндалежит Грею.
В сущности, теорема Дарбу означает, что никаких локальных инвариантов у симплектическим многообразий нет, что при их изучении смещает фокус в сторону топологии. Некоторым сходством обладают комплексные структуры: для всякого оператора почти комплексной структуры {\displaystyle I\colon TX\to TX} (то есть такого, что {\displaystyle I^{2}=-\mathrm {Id} _{TX}}), удовлетворяющего условию интегрируемости (то есть тому, что мнимые векторные поля, собственные с собственным числом {\displaystyle {\sqrt {-1}}} для оператора {\displaystyle I}, при коммутировании дают поле, также являющимся собственным для {\displaystyle I} с собственным числом {\displaystyle {\sqrt {-1}}}), существует комплексная карта, то есть локальное голоморфное отображение в область в {\displaystyle \mathbb {C} ^{n}}. Это утверждение составляет теорему Ньюлендера — Ниренберга, доказательство которой существенно более сложно. Пример ситуации, когда теорема Дарбу неверна, дают римановы многообразия: для локальной изометрии две метрики должны иметь одинаковые тензоры римановой кривизны. Вместе с тем, римановы метрики проще в том смысле, что для них условие «интегрируемости» (аналогичное вышеприведённому условию для почти комплексной структуры или условию {\displaystyle d\omega =0} для невырожденной 2-формы) всегда автоматически выполнено: для почти симплектической и почти комплексной структуры условие интегрируемости равносильно существованию линейной связности без кручения, относительно которой эти тензоры параллельны, в то время как для римановой метрики такая связность существует и притом единственна.
Для голоморфно симплектических многообразий аналог теоремы Дарбу-Вайнштейна также не может существовать, притом по существенным причинам. Например, рассмотрим K3-поверхность {\displaystyle X} с неизотривиальным эллиптическим расслоением (то есть расслоением, общий слой которого гладок, и в окрестности всякого неособого слоя все слои — попарно неизоморфные эллиптические кривые), и {\displaystyle E} — один из слоёв этого расслоения. Голоморфное кокасательное расслоение к эллиптической кривой тривиально, и графики замкнутых 1-форм, то есть его постоянных сечений, являются эллиптическими кривыми, биголоморфными данной. С другой стороны, как было замечено Хитчиным, голоморфно симплектическая форма, если на неё смотреть как на 2-форму с комплексными коэффициентами, позволяет восстановить комплексную структуру на многообразии однозначно. Если бы существовало отображение {\displaystyle U\to X}, где {\displaystyle U\subset T^{*}E} — окрестность нулевого сечения, которое переводит голоморфно симплектическую форму на {\displaystyle T^{*}E} в голоморфно симплектическую форму на {\displaystyle X}, то оно было бы само голоморфным, и переводило близкие к {\displaystyle E\subset U} кривые в близкие к {\displaystyle E\subset X} кривые, притом биголоморфные {\displaystyle E}. Но из формулы присоединения видно, что все деформации эллиптической кривой на K3-поверхности образуют однопараметрическое семейство, и принадлежат к одному и тому же эллиптическому расслоению. Стало быть, если расслоение не изотривиально, то такого отображения не может существовать. Для голоморфных {\displaystyle \mathbb {C} \mathbf {P} ^{n}} в голоморфно симплектических многообразиях (например, рациональных кривых на K3-поверхностях) аналог теоремы Дарбу-Вайнштейна всё же имеется, но в его доказательстве ключевыми являются не геометрические соображения типа трюка Мозера, а теория особенностей или даже теория представлений: так, при сдутии рациональной кривой на К3-поверхности образуется особенность типа A1, она же фактор {\displaystyle \mathbb {C} ^{2}/\{\pm 1\}}, она же особенность у нильпотентного конуса алгебры Ли {\displaystyle {\mathfrak {sl}}(2,\mathbb {C} )}; а все такие особенности эквивалентны с точностью до аналитического изоморфизма, что даёт изоморфизм для окрестности кривой перед сдутием. Для кривых же большего рода верно в точности противоположное: знание сколь угодно малой окрестности кривой позволяет восстановить поверхность (или, по крайней мере, поле мероморфных функций на ней) однозначно. В принципе, измерять то, насколько окрестность комплексного подмногообразия не допускает изоморфизма с окрестностью нулевого сечения своего нормального расслоения, можно было бы измерять при помощи инварианта, похожего на класс Уэды; но он имеется только для подмногообразий коразмерности один, то есть, если речь идёт о лагранжевых подмногообразиях, кривых на поверхностях. В случае эллиптических кривых на комплексных поверхностях, нормальное расслоение к которым топологически тривиально, критерий наличия локального биголоморфизма с кокасательным расслоением даётся так называемой теоремой Арнольда о малых знаменателях: если {\displaystyle L} — нормальное расслоение эллиптической кривой {\displaystyle E}, лежащей на комплексной поверхности {\displaystyle X}, то {\displaystyle X} вдоль {\displaystyle E} локально биголоморфна окрестности нулевого сечения {\displaystyle L} в том и только том случае, если для любой инвариантной метрики {\displaystyle \rho } на группе Пикара {\displaystyle \mathrm {Pic} (E)} функция {\displaystyle -\ln \rho ({\cal {O}}_{E},L^{\otimes n})} имеет асимптотику {\displaystyle O(\ln n)} (такое же условие на рост знаменателей подходящих дробей к числу является необходимым для того, чтобы это число могло быть алгебраическим, откуда и название теоремы; любопытно, что нарушение схожего условия на отношение периодов обращения небесных тел делает обращение по некоторым орбитам маловероятным, что порождает щели Кирквуда и деление Кассини, см. подробнее в статье «Орбитальный резонанс»). Вместе с тем, в больших размерностях эта наука далека от полного завершения: так, гипотеза Мацушиты, утверждающая, что лагранжево расслоение на гиперкэлеровом многообразии либо изотривиально, либо его слои (которые всегда являются абелевыми многообразиями — это нетрудная теорема) составляют семейство полной размерности в пространстве модулей абелевых многообразий, до сих пор не доказана (хотя в 2015 году существенное продвижение в данном вопросе было получено ван Геменом и Вуазен).
То, что надежды на существование теоремы Дарбу-Вайнштейна для голоморфно симплектических многообразий нету, можно показать иначе. Именно, на окрестности нулевого сечения имеется голоморфное действие группы {\displaystyle \mathrm {U} (1)}, которое умножает кокасательные вектора на комплексные числа, равные по модулю единице. В вышеприведённом примере неизотривиальной эллиптической К3-поверхности такое локальное действие невозможно, потому что все его слои в любой окрестности попарно не биголоморфны. В некотором смысле, это соображение есть единственное препятствие к существованию аналога теоремы Дарбу-Вайнштейна для голоморфно симплектических многообразий. Во всяком случае, следующая теорема содержится в мемуаре Каледина, представленном им в Триесте в 1994 году:
| Пусть {\displaystyle X} — голоморфно симплектическое многообразие, снабжённое регулярным голоморфным действием группы {\displaystyle \mathrm {U} (1)} таким, что элемент {\displaystyle z\in \mathrm {U} (1)} умножает голоморфно симплектическую форму на число {\displaystyle z\in \mathbb {C} }. Тогда существует открытая окрестность {\displaystyle U\subset X} множества неподвижных точек этого действия {\displaystyle Y=X^{\mathrm {U} (1)}\subset X} и каноническое отображение {\displaystyle U\to T^{*}Y} такое, что гиперкэлерова метрика на {\displaystyle U} индуцируется посредством этого отображения с канонической гиперкэлеровой структуры на {\displaystyle T^{*}Y}. |

Им же доказана версия этого утверждения для более общих гиперкомплексных многообразий.